# فرانسيسكو أرديزوني
فرانسيسكو أرديزوني (بالإيطالية: Francesco Ardizzone)‏ (17 فبراير 1992 بباليرمو في إيطاليا - ) هو لاعب كرة قدم إيطالي في مركز الوسط. شارك مع منتخب إيطاليا تحت 19 سنة لكرة القدم ومنتخب إيطاليا تحت 20 سنة لكرة القدم. أما مع النوادي، فقد لعب مع نادي باليرمو ونادي برو فيرتشيلي ونادي ريجيانا 1919.

## روابط خارجية
- فرانسيسكو أرديزوني على موقع قاعدة بيانات كرة القدم.إي يو (الإنجليزية)
- فرانسيسكو أرديزوني على موقع Soccerway.com (الإنجليزية)
- فرانسيسكو أرديزوني على موقع عالم كرة القدم.نت (الإنجليزية)